# Stowarzyszenie „Straż Mogił Polskich na Wschodzie”
Stowarzyszenie Straż Mogił Polskich na Wschodzie (wymieniane w publikacjach także jako: Straż Mogił Polskich lub SMP) – organizacja społeczna powołana we Wrocławiu 20 maja 1990 roku, zajmująca się opieką nad miejscami martyrologii polskiej na wschodzie (tereny byłego ZSRR).

## Historia
Inicjatorem powołania organizacji był Mikołaj Iwanow, wówczas docent na Uniwersytecie Wrocławskim. Główny trzon tworzącej się organizacji stanowiły osoby związane z wrocławskimi uczelniami wyższymi. Poza Mikołajem Iwanowem i Zdzisławem Julianem Winnickim wśród członków założycieli Stowarzyszenia znaleźli się ówcześni: senator Karol Modzelewski, rektor Uniwersytetu Wrocławskiego prof. Wojciech Wrzesiński, rektor Politechniki Wrocławskiej prof. Andrzej Wiszniewski, dyrektor Biblioteki Zakładu Narodowego im. Ossolińskich dr Adolf Juzwenko, wiceprzewodniczący Dolnośląskiego Oddziału Związku Sybiraków doc. Paweł Zworski oraz szereg innych osób. Pierwszym prezesem organizacji został Mikołaj Iwanow, później jego następcą został Zdzisław Julian Winnicki.
Swoją nazwą i programem działania SMP nawiązywała do Straży Mogił Polskich Bohaterów ze Lwowa. Działalność organizacji polegała na zbieraniu wiadomości o zapomnianych lub zniszczonych miejscach martyrologii obywateli polskich, a następnie organizowaniu wyprawy w to miejsce, gdzie z udziałem miejscowej społeczności oraz miejscowych władz stawiano krzyż w miejscu, gdzie były pochowane osoby lub doszło do masowych mordów.
Krzyż „Straży Mogił Polskich” zaprojektowała profesor Akademii Sztuk Pięknych we Wrocławiu Irena Lipska-Zworska. Na wykonanym ze stali krzyżu umieszczano miedzianą tablicę z emblematem „SMP” autorstwa artysty plastyka Czesława Smoleńskiego. Stanowiła go kotwica z której wyrastały trzy krzyże okolona napisem z nazwą organizacji w języku polskim oraz w zależności od miejsca, w którym miał on stanąć, w języku państwowym obowiązującym na tym terenie. Nieco niżej umieszczano tabliczkę z informacją o wydarzeniu czy osobach, które chciano upamiętnić. Materiał na krzyże przekazywał wrocławski „Centrostal”. Wykonywaniem krzyży i tabliczek zajmowała się Pracownia Metaloplastyki Śląskiego Okręgu Wojskowego, kierowana przez podpułkownika Adama Gajewskiego.
Efektem wypraw SMP było nie tylko upamiętnienie zmarłych. Przy okazji, w sposób niezamierzony, mobilizowano miejscowych Polaków do działania w swojej społeczności. Wielu Polaków, na przykład na Białorusi, dopiero przy okazji uroczystości postawienia i poświęcenia krzyża SMP, dowiadywało się jak wielu ich rodaków mieszka w danej okolicy.
W działania SMP włączyli się także przedstawiciele zachodniej Polonii. Powstał w tym celu Oddział Zamiejscowy SMP w Groningen w Holandii. Założycielką i formalną przewodniczącą tego oddziału była Renata Worutowicz.

## Działalność
Efektem działalności SMP było ustawienie ponad czterdziestu krzyży, na terenie głównie Białorusi, ale także na Ukrainie i Litwie. Były to następujące miejscowości:.
1. Derewno k. Stołpców – w hołdzie akowcom Stołpecko-Nalibockiego Zgrupowania AK, Krzyż z emblematem i tabliczką opisową, na przykościelnym cmentarzyku, 1998 r.
2. Kamień k. Iwieńca – w hołdzie j. w., na kościelnym dziedzińcu, 1997 r.
3. Naliboki – w hołdzie pomordowanym mieszkańcom i członkom samoobrony, na centralnym pagórku cmentarza, 1997 r.
4. Nieciecz k. Lidy w 1991 r. w hołdzie żołnierzom AK, na uporządkowanym z chaszczy miejscu, obecnie wmurowany w kwaterę.
5. Rowiny, Kaczyce k. Nowogródka – Krzyż w polnym jarze, 1993 r. w hołdzie żołnierzom Oddziałów Samoobrony Czynnej Ziemi Wileńskiej AK.
6. Rubieżewicze k. Stołpców – na mogile KOP na cmentarzu, 1995 r.
7. Starzynki k. Iwieńca – na uporządkowanym z chaszczy miejscu, mogile AK 1997 r.
8. Wawiórka – obok małego krzyżyka w miejscu mogiły „Ponurego”, 1991 r. (ustawiony w drugim dniu „puczu Janajewa”).
9. Prudziszcze k. Iwieńca, w miejscu rozbrojonego przez bolszewików obozu polskiego – żołnierzy Polskiego O. Partyzanckiego im. T. Kościuszki, 1998 r., Krzyż Koźliki*, w puszczy – tabliczka informacyjna na pomniczku betonowym (ustawili go sowieci dla pamięci spalonej osady, mieszkający tam p. Leonard Jurewicz odpiłował gwiazdę, a w jej miejsce przytwierdził krzyż z metalowego pręta).
10. Kojdanów (Dzierżyńsk) – na przykościelnym placyku, 1996 r., Krzyż w hołdzie ofiarom represji z lat 1937–1938.
11. Nowiki k. Sopoćkiń, Krzyż pamięci gen. J. Olszyny-Wilczyńskiego, 1991 r.(ustawiony w pierwszym dniu „puczu Janajewa”).
12. Kodziowce k. Spoćkiń, Krzyż w miejscu bitwy 101 rez. p. uł. w 1939 r.
13. Sylwanowce k. Sopockiń, Krzyż oraz Kapliczka w intencji żołnierzy 101 rez. p. uł., 1997 i 1998 r. Krzyż na cmentarzu przy płycie nagrobnej, Kapliczka na dziedzińcu kościoła.
14. 15. i 16. Wołkowysk – 3 Krzyże, dla upamiętnienia masowego mordu w 1943 r., na cmentarzu, oraz na mogile rozstrzelanych w 1945 r. akowców, -1992,1993 i 1994 r.
17. Łunna k. Grodna – na cmentarzu przy pomniku, Krzyż (Powstańcom Styczniowym i akowcom oraz osadnikom wojskowym), 1998 r.
18. Kołdyczewo k. Baranowicz – na miejscu kaźni przy dołach śmierci w b. obozie koncentracyjnym, 1998 r.
19. Nieśwież, na cmentarzu wojskowym, 1997 r.
20. Gajki k. Nieświeża, mogiła zbiorowa, też akowców pomordowanych w 1943 r., 1997 r.
21. Użanka k. Nieświeża, cmentarzyk WP 1919-1929 r., 1997 r.
22. Hermanowicze k. Brasławia, cmentarzyk 1920 r., 1998 r.
23. Bobrujsk – na mogile żołnierzy Twierdzy, 1996 r.
24. Ihumeń (Czerwień) – więźniom-ofiarom mińskiej „szosy śmierci”, Krzyż na łące w miejscu mordu, 1996 r., wrzesień 2001 uzupełnienie emblematu SMP.
25. Kuropaty, 1991 r., w 1997 r. wymieniliśmy Krzyż na większy, sierpień 2001 uzupełnienie emblematu SMP.
26. Sitnicki Dwór na wschodnim Polesiu, k. Łunińca – wymordowanym w 1942 r. Polakom, 1994 r.
27. Swisłocz, żołnierzom WP poległym w 1939 r. i działaczom podziemia, Krzyż przy cmentarnej kaplicy, 1994 r.
28. Indura, żołnierzom 1939 r. i działaczom podziemia niepodległościowego, 1995 r.
29. Wojdagi k. Werenowa, Krzyż oraz murowana Kapliczka (1994-95) w hołdzie żołnierzom wojska polskiego z 1919 r. oraz miejscowym akowcom.
30. Raków k. Iwieńca, – w hołdzie żołnierzom KOP i Stołpecko-Nalibockiego Zgrupowania AK. r. 2000.
31 i 32 Lubieszów i Rafajłówka (Polesie „wołyńskie”) – 1995, w hołdzie ofiarom zbrodni UPA.
33. i 34. Kłodno Wielkie k. Żółkwi – dwa Krzyże, 1993, w hołdzie ofiarom zbrodni UPA.
35. Malechów k. Lwowa (przy pomniku – mogile Poległym we Wrześniu 1939 r.).
36. i 37. Nacza k. Lidy – 1991, jeden na mogile AK (obecnie kwatera wojskowa), drugi na dziedzińcu kościelnym przy kamieniu – pomniku Powstańców Styczniowych.
38. Grandzicze k. Grodna, cmentarz żołnierzy Września 1939 r.
39. Iwieniec – 1993 r. w hołdzie poległym akowcom zdobywcom Iwieńca w 1943 r, na dziedzińcu przy „czerwonym kościele”, 1993 r.
40. Niegoriełoje – 2000 r. w hołdzie Polakom „Dzierżyńszczyzny” wymordowanych w 1937 r.
41. Cichinicze k. Rohaczowa – wrzesień 2001 – poległym i pomordowanym żołnierzom I Korpusu, obrońcom szpitala w Cichiniczach (por. opowiadanie Melchiora Wańkowicza, też film Wrota Europy).
42. Starzynki lato 2000 – na grobie śp. Albiny Łappo
43. Iwieniec jesień 2006 r. – w miejscu zniszczonego przez sowietów Pomnika Nieznanego Żołnierza.
Oprócz tego ustawione zostały dwie kapliczki wotywne. Pierwsza, drewniana, stanęła w sąsiedztwie kościoła w Kodziowcach pod Grodnem i upamiętniała bitwę stoczoną we wrześniu 1939 r. przez 101 Pułk Ułanów z wkraczającymi na wschodnie tereny II Rzeczypospolitej oddziałami Armii Czerwonej. Autorem projektu kapliczki był wrocławski architekt Ryszard Natusiewicz. Druga kapliczka, tym razem murowana, stanęła obok Krzyża „SMP” w Wojdagach k. Woronowa.